# Chiesa di San Giovanni Battista (Cassacco)
La chiesa di San Giovanni Battista è la parrocchiale di Cassacco, in provincia ed arcidiocesi di Udine; fa parte della forania della Pedemontana.

## Storia
La primitiva chiesa di Cassacco venne costruita nel XIII secolo.
Questa chiesa venne riedificata nel XVI secolo e consacrata nel 1571. 

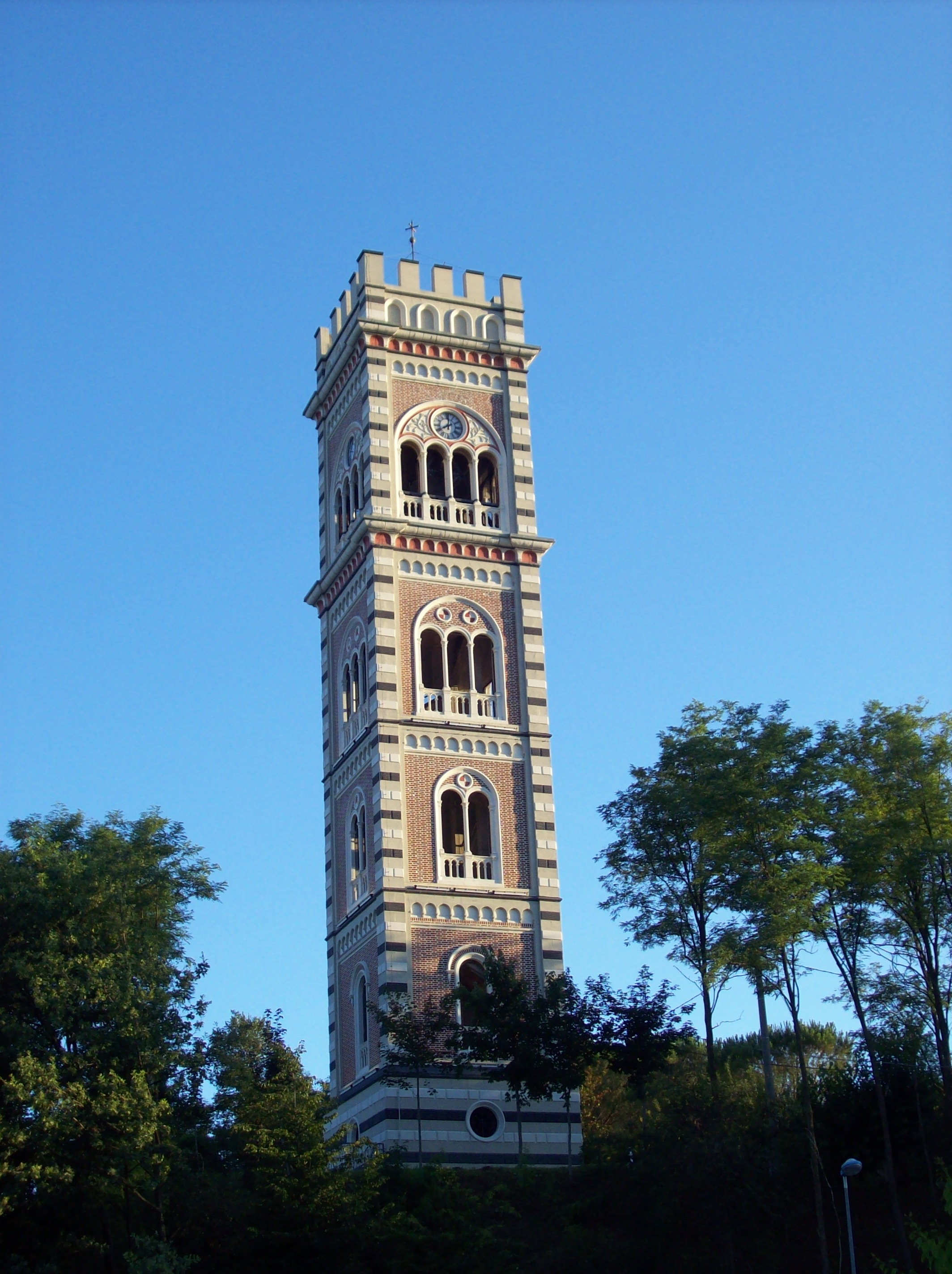
La nuova torre campanaria

Anche questa chiesa fu demolita alla fine del XIX secolo per far posto all'attuale parrocchiale, costruita nel 1886 su progetto di Angelo Noacco. La nuova parrocchiale venne consacrata nel 1898. 
Nel 1926 venne costruito il nuovo campanile, distante dalla chiesa un centinaio di metri.

## Descrizione

### Campanile
La bella torre campanaria è stata costruita copiando l'architettura della torre campanaria della cattedrale di Lucca e ricalcando lo stile a quattro ordini di finestre. Per la sua costruzione la popolazione di allora contribuì con dodicimila lire e collaborò alla realizzazione dell'opera con il trasporto del materiale.